# Acteniopsis
Acteniopsis är ett släkte av fjärilar. Acteniopsis ingår i familjen mott.
Kladogram enligt Catalogue of Life:
| Acteniopsis | \| \| Acteniopsis kurdistanella \| \| \| \| \| \| Acteniopsis unicolorella \| \| \| \| |
|             | \| \| Acteniopsis kurdistanella \| \| \| \| \| \| Acteniopsis unicolorella \| \| \| \| |
|             | Acteniopsis kurdistanella                                                              |
|             |                                                                                        |
|             | Acteniopsis unicolorella                                                               |
|             |                                                                                        |